# Ojibwaya perpulchra
Ojibwaya perpulchra är en svampart som beskrevs av B. Sutton 1973. Ojibwaya perpulchra ingår i släktet Ojibwaya, divisionen sporsäcksvampar och riket svampar.   Inga underarter finns listade i Catalogue of Life.